# U.S. National Championships 1886
Gli U.S. National Championships 1886 (conosciuti oggi come US Open) sono stati la 6ª edizione degli U.S. National Championships e seconda prova stagionale dello Slam per il 1886. Si è disputato al Newport Casino di Newport negli Stati Uniti d'America.
Il singolare maschile è stato vinto dallo statunitense Richard Sears, che si è imposto sul connazionale Robert Livingston Beeckman in quattro set col punteggio di 4–6, 6–1, 6–3, 6–4. Nel doppio maschile si sono imposti Richard Sears e James Dwight.

## Seniors

### Singolare maschile
Richard Sears ha battuto in finale  Robert Livingston Beeckman con il punteggio di 4–6, 6–1, 6–3, 6–4.

### Doppio maschile
Richard Sears /  James Dwight hanno battuto in finale  Howard Taylor /   Godfrey Binley con il punteggio di 7–5, 5–7, 7–5, 6–4.